# Enterprise mobility management
Enterprise mobility management (EMM エンタープライズ・モビリティ・マネジメント) はスマートフォン、タブレット、PCを含む携帯端末を管理する企業向け製品の総称。業務効率化、情報セキュリティ管理、勤務形態などにかかわる経営目標に沿った携帯端末の利用を目的とする。

## 概要
企業向けの携帯端末管理は、2013年ごろまでmobile device management (MDM モバイルデバイス管理)と呼ばれていた。端末全体に対する情報セキュリティ設定の適用、端末の性能やインストール済みアプリケーション一覧などの端末情報の収集、端末紛失時の遠隔操作によるロック・端末内部の情報削除など、情報セキュリティ管理や、特に日本では携帯端末の使用時間や使用場所から、従業員の勤務実態を把握する製品を指していた。
しかしMobile Device Managementの他に、携帯端末への企業向けアプリケーションの配信・更新・削除、および個々のアプリケーションの利用許可・利用制限、アプリケーションごとに異なる情報セキュリティ設定などを実現するMobile Application Management (MAM モバイルアプリケーション管理)、および、携帯端末内部の記憶容量増大にともない、端末内部のデータの保護や社内情報システムとのデータ連携を制御するMobile Contents Management (MCM モバイルコンテンツ管理) の3つの機能を総称してEnterprise Mobility Managementと呼ばれるようになった。
Enterprise Mobility Managementと呼ばれるようになったもう一つの理由として、管理できる端末がAndroid、iOSなど携帯端末用のオペレーティングシステム (OS) を搭載した携帯端末だけでなく、Windows 10やmacOSなどのOSを搭載したノートパソコンにも広がったことがある。

### 市場の動向
日本国内では“ガラパゴス携帯”と俗称される日本独自規格の端末と通信サービスを持つフィーチャーフォンからスマートフォンへ移行したため、Mobile Device Management製品やサービスは携帯電話会社が自社のフィーチャーフォンに独自技術で提供する端末管理を補完するものとして普及した。そのためiOS、AndroidをOSとするスマートフォンが普及した後も、海外市場が大手Mobile Device Managementベンダーによって寡占化された状況とは異なり、国内専業ベンダーが多数存在する状況となっている。このことがEnterprise Mobility Managementという用語と考え方の普及を遅らせた一因にもなっている。

#### ガートナー「マジック・クアドラント」の評価
それに対して海外市場は2011年からすでに最大手ベンダーによる寡占化が始まっている。IT調査会社ガートナーのマジック・クアドラントと呼ばれる全世界を対象とする市場調査手法でMobile Device Management、およびEnterprise Mobility Managementの“リーダー”と位置づけられている最大手企業は2011年以降、買収によって製品名の変更などがあるものの、以下の通り一貫している。
- 2011年調査[2]: AirWatch、グッド・テクノロジー、MobileIron、Sybase
- 2012年調査[2]: AirWatch、Fiberlink、グッド・テクノロジー、MobileIron、Zenprise
  - 2012年4月 SAPがSybaseのMobile Device Management事業を買収[3]
  - 2012年12月 CitrixがZenpriseを買収[4]
- 2013年調査[5]: AirWatch、Citrix、Fiberlink、グッド・テクノロジー、MobileIron、SAP
  - 2013年11月 IBMがFiberlinkを買収[6]
- 2014年調査[7]: AirWatch、Citrix、グッド・テクノロジー、IBM、MobileIron
  - 2014年1月 VMwareがAirWatchを買収[8]
- 2015年調査[9]: AirWatch by VMware、Citrix、グッド・テクノロジー、IBM、MobileIron
  - 2015年9月 ブラックベリーがグッド・テクノロジーを買収[10]
- 2016年調査[11]: VMware AirWatch、ブラックベリー、Citrix、IBM、MobileIron

#### IDCの市場シェア調査
また米市場調査会社IDCの2015年Enterprise Mobility Management製品世界シェアは、VMware Airwatch 16.6%、ブラックベリー 14.4%、MobileIron 8.2%、シトリックス 8.0%、Microsoft Intune 7.6%、IBM 6.5%、SAP 6.4%、その他 32.4%の順となっている。

#### Forrester Researchの評価
また米市場調査会社Forrester Researchの全世界を対象とする2015年第4四半期Enterprise Mobile Management製品評価「Forrester WaveTM」で、最高評価の「Leaders」とされているのはVMware AirWatch、ブラックベリー、シトリックス、IBM、MobileIronとなっている。

### 標準化
さらにガートナーのマジック・クアドラントで“リーダー”となっている企業のうち、VMware、IBM、MobileIronは、2016年2月にEnterprise Mobility Management技術の標準化団体AppConfig Communityを立ち上げ、2016年10月にはブラックベリーも参加、Enterprise Mobility Management製品がAndroid、iOS端末を管理するアプリケーションプログラミングインタフェースなど、技術の国際的な標準化を進めている。
またAppConfig Communityには企業向けファイル共有クラウドサービスのBox、Dropbox、顧客関係管理クラウドサービスのセールスフォース、出張・経費精算クラウドサービスのConcur等の携帯端末アプリケーションを提供している大手企業も参加しており、アプリケーション管理の面でもEnterprise Mobility Managementの国際的な標準化がすすめられている。
マイクロソフト、シトリックスは2016年5月クラウドコンピューティングと携帯端末活用につき広範な提携関係を強化すると発表、2017年1月には両社のEnterprise Mobility Management製品の統合に向けた技術プレビューを進めていると発表している。そのためこの2社はAppConfig Communityによる標準化には参加していない。

## 主な機能
- 端末の基本情報の収集（処理性能、記憶容量、契約携帯電話会社、電話番号、IMEI番号、OSとそのバージョンなど）
- 端末にインストールされているアプリケーション一覧
- 個々のアプリケーションの利用許可・利用制限
- 端末全体の情報セキュリティ設定（画面ロックパスワード設定など）
- 端末紛失時の遠隔でのロック・端末内部の情報削除
- 個々のアプリケーションへの情報セキュリティ含む各種設定の適用
- 特定ユーザ、特定端末へのアプリケーションの配信・削除
- 社内のメールシステム、グループウェアとのデータ同期・削除
- 社内のファイル共有システム、コンテンツ管理システムとのデータ連携・削除
- 社内データの端末への配信・削除、および条件付きでの端末外への送信・共有・共有停止
- 端末の利用時間、GPSによる利用場所の把握